# Jawnuta
Jawnuta ist eine Oper in zwei Akten von Stanisław Moniuszko (Musik) mit einem Libretto von Władysław Ludwik Anczyc nach  der Schäferdichtung Die Zigeuner von Franciszek Dionizy Kniaźnin. Die Oper ist eine umgearbeitete Fassung von Moniuszkos Operette Cyganie („Die Zigeuner“) von 1852 und wurde am 5. Juni 1860 im Teatr Wielki in Warschau uraufgeführt.

## Handlung
Das junge Roma-Mädchen Chicha hat sich in Stach, den Sohn des wohlhabenden Vogts Bartosz, verliebt. Da er kein Roma ist, gerät Chicha in einen Gewissenskonflikt. Obwohl sie ihre Mutter Jawnuta, ihren Bruder Dżęga und die Roma-Gemeinschaft eigentlich nicht verlassen möchte, lässt sie sich von Stach zu einer gemeinsamen Flucht überreden. Chicha vertraut sich Dżęga an, und er verspricht, sie zu unterstützen. Bartosz ist entschieden gegen die Verbindung seines Sohnes mit dem mittellosen Mädchen, zumal er Vorurteile gegen die Roma hat. Jawnuta wiederum spürt die Sorgen ihrer Tochter. Sie möchte Chicha nicht im Wege stehen, befürchtet aber spätere Komplikationen, wenn sie in der Welt außerhalb der Gemeinschaft leben muss.
Die alte Dorfbewohnerin Jewa ist erschüttert über einen Streit zwischen Chicha und ihrer Mutter. Die Sorge Jawnutas über Chichas Sicherheit erinnert sie an den Verlust ihrer eigenen beiden Kinder, die unerwartet verschwanden und nie wieder gesehen wurden. Jawnuta bekennt, dass Chicha und ihr Bruder nicht ihre leiblichen Kinder sind. Sie hatte die beiden einst als Findelkinder aufgenommen. Jetzt weiß sie, dass es sich um die Kinder von Jewa und ihrem Mann Szymon handelt. Da diese keine Roma sind, können Chicha und Stach heiraten. Bartosz sieht ein, dass seine Vorurteile keine Substanz haben. (Bei der Produktion in Posen 2022 sind Jewa und Szymon die „ältesten Mitglieder“ der Roma-Gemeinschaft. Dort gelingt es den beiden Familien, das Paar zu trennen. Vom Schmerz ihrer Tochter bewegt, sucht Jawnuta das Gespräch mit Stachs Familie. Dennoch tötet Bartosz Chicha, als er sie zusammen mit seinem Sohn sieht.)

## Gestaltung

### Orchester
Die Orchesterbesetzung der Oper umfasst die folgenden Instrumente:
- Holzbläser: Piccoloflöte, Flöte, zwei Oboen, eine oder zwei[6] Klarinetten, zwei Fagotte
- Blechbläser: vier Hörner, zwei Trompeten, drei Posaunen, evtl. eine Tuba[6]
- Pauken, Schlagzeug: Triangel, Tamburin, Becken, große Trommel
- Streicher: Violinen 1, Violinen 2, Bratschen, Violoncelli, Kontrabässe

### Musik
Trotz des Sujets verzichtete der Komponist Stanisław Moniuszko auf offensichtliche Bezüge zur Roma- bzw. Zigeunermusik. Stattdessen integrierte er typische polnische Tänze wie die Mazurka. Lediglich ein einziger als „Zigeunertanz“ bezeichneter Satz kann als textueller Hinweis auf dieses Thema gedeutet werden.

## Werkgeschichte
Jawnuta ist eine zur zweiaktigen Oper umgearbeitete Fassung der Operette Cyganie („Die Zigeuner“) des polnischen Komponisten Stanisław Moniuszko. Letztere basiert auf einer gleichnamigen Schäferdichtung von Franciszek Dionizy Kniaźnin und wurde am 19. oder 20. Mai 1852 in Vilnius uraufgeführt. Da sein Freund Władysław Syrokomla, den Moniuszko um ein passendes Libretto gebeten hatte, lediglich den inhaltlichen Rahmen lieferte, bearbeitete er den Text letztlich selbst.
Das Libretto der Oper verfasste Władysław Ludwik Anczyc. Aus Cyganie übernahm Moniuszko das Duett mit Chicha, den Roma-Chor „A za nami wszędzie nędza“ aus dem ersten Akt und Dżegas Lied „My sobie włóczęgi“. Hinzu kamen einige Tänze, die er 1859 für ein ebenfalls Cyganie genanntes Schauspiel von Józef Korzeniowski komponiert hatte, ein neu komponierter „Smaganiec“-Tanz, einige seiner älteren und bereits populären Lieder wie Stachs Krakauer Lied „Wesół i szczęśliwy“ und Chichas „Moje bogactwa“ sowie eine Ouvertüre. Den Titel änderte Moniuszko in Jawnuta, um eine Verwechslung mit Korzeniowskis Schauspiel zu vermeiden.
Die Uraufführung von Jawnuta fand am 5. Juni 1860 im Teatr Wielki in Warschau unter der Leitung des Komponisten statt. Sie erhielt „heißem Applaus“, und das Publikum verlangte Wiederholungen. Rezensionen zufolge hatte Moniuszko „den Ton seiner Landsleute getroffen“ und die Roma-Elemente erfolgreich mit denen Krakaus verbunden.
Für eine Aufführung im Theater auf der Insel im Warschauer Łazienki-Park im Jahr 1868 ergänzte Moniuszko eine neue Mazurka. Diese Fassung wurde anschließend auch in Lemberg und Posen gespielt. Erst 1991 gab es eine Neuproduktion in Warschau in einer Inszenierung von Maria Fołtyn und Barbara Jankowska mit einer Choreografie von Witold Gruca und Zofia Rudnicka. Der Dirigent war Tomasz Szreder. Fołtyn fügte der Oper das Lied „Kum i kuma“ hinzu.
Die britische Erstaufführung fand am 5. Oktober 2019 unter der musikalischen Leitung von Stephen Ellery im Theater des Polnischen Sozial- und Kulturzentrums (POSK) in London statt. Regie führte Feliks Tarnawski. Das Bühnenbild stammte von Michael Leopold, die Kostüme von Beata Barton-Chapple und die Choreografie von Ania Szpek und Kinga Mizere.
Die Posener Oper zeigte das Werk 2022 in einer musikalischen Bearbeitung von Rafał Kłoczko. Die Inszenierung stammte von Ilaria Lanzino, die Bühne von Dorota Karolczak, die Kostüme von Ilona Binarsch und die Choreografie von Giselle Czureja. Eine Roma-Truppe reicherte die Musik Moniuszkos mit originären Liedern und Tänzen an. Ein Videomitschnitt wurde von Operavision im Internet bereitgespielt. Die Produktion wurde bei den International Opera Awards 2023 als beste Wiederentdeckung ausgezeichnet.

## Aufnahmen
- 18. Dezember 2022 – Rafał Kłoczko (Dirigent), Ilaria Lanzino (Inszenierung), Dorota Karolczak (Bühne), Ilona Binarsch (Kostüme), Wiktor Kuźma (Licht), Leszek Stryła (Video), Giselle Czureja (Gesang, Tanz und Choreografie), Mirosław Dymitrak (Gitarre und Gesang), Orchester und Chor der Oper Posen.
 Małgorzata Olejniczak-Worobiej (Chicha), Piotr Kalina (Stach / Offizier), Galina Kuklina (Jawnuta), Magdalena Wilczyńska-Goś (Jewa), Jaromir Trafankowski (Bartosz), Tomasz Mazur (Dżęga), Damian Konieczek (Morygo), Rafał Korpik (Szymon), Mariola Hendrykowska (Alte Jewa), Ryszard Dłużewicz (Alter Szymon), Anita Furgol-Kownacka (Stachs Mutter), Lucyna Białas (Stachs Schwester), Maciej Marcinkowski (Roma-Mann), Marcelina Górska (Roma-Frau).
 Video; live aus dem Teatr Wielki in Posen; musikalische Bearbeitung von Rafał Kłoczko.
 Videostream bei Operavision.[4]